# Brachionycha permixta
Brachionycha permixta là một loài bướm đêm trong họ Noctuidae.